# Proodeftiki FC
O Proodeftiki FC (em greco Αθλητικός Όμιλος Προοδευτική - Sports Club Proodeftiki) é um clube de futebol da Grécia, situado na situado na Nikaia,Pireus-Attica. O clube joga suas partidas no Estádio Nikaias , com capacidade para 5.500 pessoas. Fundado em 11 de janeiro de 1927. Suas cores são o carmesim e o branco. Mantém seções de futebol, basquetebol e voleibol.

## Títulos de futebol
- Beta Ethniki: 1 (1963-64)
- Gamma Ethniki: 1 (1989-90)

## Participação nas divisões nacionais
- 1 ª Divisão (A Ethniki ', Alpha Ethniki): 1959-60, 1960-61, 1961-62, 1962-63, 1964-65, 1965-66, 1966-67, 1967-68, 1969-70, 1970-71, 1997-98, 1998-99, 1999-00, 2002-03, 2003-04.
- 2 ª Divisão (B 'Ethniki, Beta Ethniki): 1963-64, 1968-69, 1971-72, 1972-73, 1973-74, 1974-75, 1975-76, 1976-77, 1977-78, 1978-79, 1979-80, 1980-81, 1981-82, 1982-83, 1983-84, 1984-85, 1985-86, 1986-87, 1990-91, 1992-93, 1993-94, 1994-95, 1995-96, 1996-97, 2000-01, 2001-02, 2004-05, 2005-06, 2006-07.
- 3 ª Divisão (G 'Ethniki, Gamma Ethniki): 1987-88, 1988-89, 1989-90, 1991-92, 2011-12, 2012-13, 2013-14.
- 4 ª Divisão(D 'Ethniki, Delta Ethniki): 2007-08, 2008-09, 2009-10, 2010-11.